# Lijst van voetbalinterlands Bangladesh - Palestina
Deze lijst van voetbalinterlands is een overzicht van alle officiële voetbalinterlands tussen de nationale teams van Bangladesh en Palestina. De landen hebben tot nu toe acht keer tegen elkaar gespeeld. De eerste ontmoeting was een groepswedstrijd tijdens de AFC Challenge Cup 2006 op 5 april 2006 in Dhaka. Het laatste duel, een kwalificatiewedstrijd voor het Wereldkampioenschap voetbal 2026, werd gespeeld in de Bengaalse hoofdstad op 26 maart 2024.

## Wedstrijden
| № | Plaats       | Datum            | Competitie                          | Wedstrijd              | Uitslag |
| - | ------------ | ---------------- | ----------------------------------- | ---------------------- | ------- |
| 1 | Dhaka        | 5 april 2006     | AFC Challenge Cup 2006              | Palestina − Bangladesh | 1 − 1   |
| 2 | Yangon       | 21 maart 2011    | AFC Challenge Cup 2012 kwalificatie | Palestina − Bangladesh | 2 − 0   |
| 3 | Kathmandu    | 2 maart 2013     | AFC Challenge Cup 2014 kwalificatie | Palestina − Bangladesh | 1 − 0   |
| 4 | Cox's Bazar  | 10 oktober 2018  | Vriendschappelijk                   | Bangladesh − Palestina | 0 − 2   |
| 5 | Dhaka        | 15 januari 2020  | Vriendschappelijk                   | Bangladesh − Palestina | 0 − 2   |
| 6 | Bisjkek      | 5 september 2021 | Vriendschappelijk                   | Bangladesh − Palestina | 0 − 2   |
| 7 | Koeweit-Stad | 21 maart 2024    | WK 2026 kwalificatie                | Palestina − Bangladesh | 5 − 0   |
| 8 | Dhaka        | 26 maart 2024    | WK 2026 kwalificatie                | Bangladesh − Palestina | 0 − 1   |

## Samenvatting
| Competitie                     | Totaal gespeeld | Winst Bangladesh | Gelijk | Winst Palestina | Doelsaldo Bangladesh – Palestina |
| ------------------------------ | --------------- | ---------------- | ------ | --------------- | -------------------------------- |
| WK-kwalificatie                | 2               | 0                | 0      | 2               | 0 − 6                            |
| AFC Challenge Cup              | 1               | 0                | 1      | 0               | 1 − 1                            |
| AFC Challenge Cup-kwalificatie | 2               | 0                | 0      | 2               | 0 − 3                            |
| Vriendschappelijk              | 3               | 0                | 0      | 3               | 0 − 6                            |
| Totaal                         | 8               | 0                | 1      | 7               | 1 − 16                           |

Wedstrijden bepaald door strafschoppen worden, in lijn met de FIFA, als een gelijkspel gerekend.
BFF · Bengaals vrouwenelftal
Afghanistan ·
Algerije ·
Australië ·
Bahrein ·
Bhutan ·
Bosnië en Herzegovina ·
Burundi ·
Cambodja ·
China ·
Filipijnen ·
Guam ·
Hongkong ·
India ·
Indonesië ·
Iran ·
Japan ·
Jemen ·
Joegoslavië ·
Jordanië ·
Kirgizië ·
Koeweit ·
Laos ·
Libanon ·
Macau ·
Malawi ·
Malediven ·
Maleisië ·
Mongolië ·
Myanmar ·
Nepal ·
Noord-Korea ·
Oezbekistan ·
Oman ·
Pakistan ·
Palestina ·
Qatar ·
Saoedi-Arabië ·
Seychellen ·
Singapore ·
Soedan ·
Sri Lanka ·
Syrië ·
Tadzjikistan ·
Taiwan ·
Thailand ·
Turkmenistan ·
Verenigde Arabische Emiraten ·
Vietnam ·
Zuid-Korea ·
Zuid-Vietnam
PFF · 
Bondscoaches · 
A-internationals · 
Palestijns vrouwenelftal
1953 – 1959 ·
1960 – 1969 ·
1970 – 1979 ·
1980 – 1989 ·
1990 – 1999 ·
2000 – 2009 ·
2010 – 2019 ·
2020 − 2029
Afghanistan ·
Australië ·
Azerbeidzjan ·
Bahrein ·
Bangladesh ·
Bhutan ·
Burundi ·
Cambodja ·
Chili · 
China ·
Comoren ·
Egypte ·
Filipijnen ·
Griekenland ·
Guam ·
Hongkong ·
India ·
Indonesië ·
Irak ·
Iran ·
Japan ·
Jemen ·
Jordanië ·
Kazachstan ·
Kirgizië ·
Koeweit ·
Libanon ·
Libië ·
Malediven ·
Maleisië ·
Marokko ·
Mauritanië ·
Mongolië ·
Myanmar ·
Nepal ·
Noord-Korea ·
Oezbekistan ·
Oman ·
Oost-Timor ·
Pakistan ·
Qatar ·
Saoedi-Arabië ·
Seychellen ·
Singapore ·
Soedan ·
Sri Lanka ·
Syrië ·
Tadzjikistan ·
Taiwan ·
Tanzania ·
Thailand · 
Turkmenistan ·
Verenigde Arabische Emiraten ·
Vietnam ·
Zuid-Korea